# Liste des monuments aux morts dans la Manche
Pour un article plus général, voir Liste des œuvres d'art de la Manche.
Cet article vise à recenser les monuments aux morts dans la Manche, en France.

## Liste
Les monuments sont classés par ordre alphabétique de communes, ou anciennes communes. Si une commune possède plusieurs monuments, ils sont classés par ordre chronologique des conflits commémorés.
| Œuvre | Auteur                                                       | Commune                      | Localisation                                                                                                   | Notes | Installation | Coordonnées                        | Illustration |
| --- | ------------------------------------------------------------ | ---------------------------- | --- | --- | ------------ | ---------------------------------- | --- |
| Monument aux morts                                                                                         | À déterminer                                                 | Acqueville                   | Dans le cimetière, à côté de l'église Notre-Dame                                                               | | À déterminer | 49° 36′ 36″ nord, 1° 44′ 58″ ouest | Monument aux morts d'Acqueville |
| Monument aux morts de 1914-1918                                                                            | À déterminer                                                 | Agneaux                      | Dans l'église Saint-Jean-Baptiste                                                                              | Plaque. | À déterminer | à géolocaliser                     | Image manquante |
| Monument aux morts de 1914-1918                                                                            | À déterminer                                                 | Agneaux                      | À côté de l'église Saint-Jean-Baptiste                                                                         | Remplace l'original de 1922 réalisé par Charles Desvergnes, détruit en juin 1940 par les autorités allemandes. | 1968         | à géolocaliser                     | Monument aux morts de 1914-1918« Monument aux morts d'Agneaux », sur Wikimanche |
| Monument aux morts                                                                                         | À déterminer                                                 | Agneaux                      | Dans le cimetière                                                                                              | | 1993         | à géolocaliser                     | Image manquante |
| Monument aux morts                                                                                         | René Bertrand-Boutée                                         | Agon-Coutainville            | À côté de la mairie                                                                                            | | À déterminer | à géolocaliser                     | Monument aux morts« Monument aux morts d'Agon-Coutainville », sur Wikimanche |
| Monument aux morts                                                                                         | À déterminer                                                 | Airel                        | Dans le cimetière, à côté de l'église Saint-Georges                                                            | | À déterminer | à géolocaliser                     | Monument aux morts« Monument aux morts d'Airel », sur Wikimanche |
| Poilu mourant dans les bras d'un ange (monument aux morts)                                                 | Charles Desvergnes                                           | Airel                        | Dans l'église Saint-Georges                                                                                    | Plaque. | À déterminer | à géolocaliser                     | Image manquante |
| Monument aux morts de 1914-1918                                                                            | Lorriot (marbrier)                                           | Amfreville                   | Dans l'église Saint-Martin                                                                                     | Autel. | À déterminer | à géolocaliser                     | Image manquante |
| Poilu écrasant l'aigle allemand (d) (monument aux morts)                                                   | Copie d'après Charles-Henri Pourquet                         | Amfreville                   | Intersection de la rue de la rosière et de la rue du moulin                                                    | | À déterminer | à géolocaliser                     | Poilu écrasant l'aigle allemand (d) (monument aux morts)« Monument aux morts d'Amfreville », sur Wikimanche |
| Monument aux parachutistes du 507e régiment d'infanterie aéroporté de l'armée des États-Unis               | Didier Poisson                                               | Amfreville                   | Intersection de la rue du Moulin (RD 126) et de la rue du Motey                                                | Commémore les soldats du 507e régiment d'infanterie des États-Unis. | 2002         | 49° 24′ 20″ nord, 1° 23′ 12″ ouest | Image manquante |
| Monument aux morts                                                                                         | À déterminer                                                 | Amfreville                   | Dans l'église Saint-Martin                                                                                     | Plaques. | À déterminer | à géolocaliser                     | Image manquante |
| Monument aux morts                                                                                         | M. Martin (marbrier)                                         | Amigny                       | Devant l'église Notre-Dame                                                                                     | | À déterminer | à géolocaliser                     | Monument aux morts« Monument aux morts d'Amigny », sur Wikimanche |
| Monument aux morts                                                                                         | À déterminer                                                 | Ancteville                   | Dans le cimetière                                                                                              | | À déterminer | à géolocaliser                     | Image manquante |
| Monument aux morts de 1914-1918                                                                            | À déterminer                                                 | Anctoville-sur-Boscq         | Dans l'église Saint-Martin                                                                                     | Plaque. | À déterminer | à géolocaliser                     | Image manquante |
| Monument aux morts                                                                                         | À déterminer                                                 | Anctoville-sur-Boscq         | Dans la cour de la mairie                                                                                      | | 2004         | à géolocaliser                     | Image manquante |
| Monument aux morts                                                                                         | À déterminer                                                 | Angey                        | Dans le cimetière, à côté de l'église Saint-Samson                                                             | | À déterminer | à géolocaliser                     | Image manquante |
| Monument aux morts                                                                                         | À déterminer                                                 | Angoville-au-Plain           | À déterminer                                                                                                   | | À déterminer | à géolocaliser                     | Image manquante |
| Monument aux morts                                                                                         | À déterminer                                                 | Angoville-en-Saire           | À déterminer                                                                                                   | | À déterminer | à géolocaliser                     | Monument aux morts |
| Monument aux morts                                                                                         | À déterminer                                                 | Angoville-sur-Ay             | Dans le cimetière, à côté de l'église Notre-Dame                                                               | La statue originale de l'Ange de la Reconnaissance couronnant un soldat réalisé par Charles Desvergnes a disparu. | À déterminer | 49° 15′ 12″ nord, 1° 32′ 58″ ouest | Monument aux morts d'Angoville-sur-Ay |
| Monument aux morts                                                                                         | À déterminer                                                 | Anneville-en-Saire           | À déterminer                                                                                                   | | À déterminer | à géolocaliser                     | Image manquante |
| Monument aux morts                                                                                         | À déterminer                                                 | Anneville-sur-Mer            | À déterminer                                                                                                   | | À déterminer | à géolocaliser                     | Image manquante |
| Monument aux morts                                                                                         | À déterminer                                                 | Annoville                    | À déterminer                                                                                                   | | À déterminer | à géolocaliser                     | Monument aux morts |
| Monument aux morts                                                                                         | À déterminer                                                 | Appeville                    | À déterminer                                                                                                   | | À déterminer | à géolocaliser                     | Image manquante |
| Monument aux morts                                                                                         | À déterminer                                                 | Ardevon                      | À côté de l'église Notre-Dame                                                                                  | | À déterminer | à géolocaliser                     | Monument aux morts« Monument aux morts d'Ardevon », sur Wikimanche |
| Poilu au repos (monument aux morts)                                                                        | Copie d'après Étienne Camus                                  | Argouges                     | À déterminer                                                                                                   | | À déterminer | à géolocaliser                     | Poilu au repos (monument aux morts)« Monument aux morts d'Argouges », sur Wikimanche |
| Monument aux morts                                                                                         | À déterminer                                                 | Aucey-la-Plaine              | À côté de l'église Notre-Dame                                                                                  | | À déterminer | à géolocaliser                     | Monument aux morts« Monument aux morts d'Aucey-la-Plaine », sur Wikimanche |
| Monument aux morts                                                                                         | À déterminer                                                 | Auderville                   | À déterminer                                                                                                   | | À déterminer | à géolocaliser                     | Image manquante |
| Monument aux morts                                                                                         | À déterminer                                                 | Audouville-la-Hubert         | À déterminer                                                                                                   | | À déterminer | à géolocaliser                     | Image manquante |
| Monument aux morts                                                                                         | À déterminer                                                 | Aumeville-Lestre             | À déterminer                                                                                                   | | À déterminer | à géolocaliser                     | Image manquante |
| Monument aux morts                                                                                         | À déterminer                                                 | Auvers                       | À déterminer                                                                                                   | | À déterminer | à géolocaliser                     | Image manquante |
| Monument aux morts                                                                                         | À déterminer                                                 | Auxais                       | À déterminer                                                                                                   | | À déterminer | à géolocaliser                     | Image manquante |
| La Défense du drapeau (d) et Le Mobile (d) (monument aux morts de 1870-1871),                              | Copie d'après Aristide Croisy                                | Avranches                    | Dans le jardin de l'Évêché                                                                                     | Également appelé Monument du Souvenir français. Érigé en 1901 dans le square Thomas Becket, devant la sous-préfecture.                                                                                                  | 2017         | 48° 41′ 17″ nord, 1° 21′ 53″ ouest | Monument aux morts de 1870-1871 à Avranches |
| Monument aux morts de 1914-1918,                                                                           | Louis-Ferdinand Angué                                        | Avranches                    | Sur la place Littré, près de la mairie                                                                         | | 1923         | 48° 41′ 12″ nord, 1° 21′ 43″ ouest | Image manquante |
| Monument aux morts                                                                                         | À déterminer                                                 | Azeville                     | À déterminer                                                                                                   | | À déterminer | à géolocaliser                     | Image manquante |
| Monument aux morts                                                                                         | À déterminer                                                 | Bacilly                      | À déterminer                                                                                                   | | À déterminer | à géolocaliser                     | Image manquante |
| Monument aux morts,                                                                                        | Édouard-François Millet de Marcilly                          | Barenton                     | Sur la place du général de Gaulle                                                                              | Également appelé Pro Patria. | 1904         | 48° 35′ 57″ nord, 0° 49′ 59″ ouest | Image manquante |
| Monument aux morts,                                                                                        | À déterminer                                                 | Barfleur                     | Intersection de la rue Saint-Nicolas et du quai Henri-Chardon, près de l'église Saint-Nicolas                  | | À déterminer | 49° 40′ 21″ nord, 1° 15′ 37″ ouest | Monument aux morts de Barfleur |
| Monument aux morts                                                                                         | À déterminer                                                 | Barneville-sur-Mer           | À déterminer                                                                                                   | | À déterminer | à géolocaliser                     | Image manquante |
| Monument aux morts                                                                                         | À déterminer                                                 | Baubigny                     | À déterminer                                                                                                   | | À déterminer | à géolocaliser                     | Image manquante |
| Monument aux morts                                                                                         | À déterminer                                                 | Baudre                       | À déterminer                                                                                                   | | À déterminer | à géolocaliser                     | Image manquante |
| Monument aux morts                                                                                         | À déterminer                                                 | Baudreville                  | À déterminer                                                                                                   | | À déterminer | à géolocaliser                     | Monument aux morts |
| Monument aux morts                                                                                         | À déterminer                                                 | Baupte                       | À déterminer                                                                                                   | | À déterminer | à géolocaliser                     | Image manquante |
| Monument aux morts                                                                                         | À déterminer                                                 | Beauchamps                   | À déterminer                                                                                                   | | À déterminer | à géolocaliser                     | Monument aux morts |
| Monument aux fusillés du 15 Juin 1944                                                                      | À déterminer                                                 | Beaucoudray                  | Au bord de la RD 208E2                                                                                         | | 1947         | 48° 57′ 54″ nord, 1° 09′ 24″ ouest | Monument aux fusillés du 15 Juin 1944 |
| Monument aux morts                                                                                         | À déterminer                                                 | Beauvoir                     | À déterminer                                                                                                   | | À déterminer | à géolocaliser                     | Monument aux morts |
| Monument aux morts                                                                                         | À déterminer                                                 | Bellefontaine                | Dans le cimetière, à côté de l'église Saint-Martin                                                             | | À déterminer | à géolocaliser                     | Monument aux morts |
| Monument aux morts                                                                                         | À déterminer                                                 | Beslon                       | Dans le cimetière, à côté de l'église Notre-Dame                                                               | | À déterminer | à géolocaliser                     | Monument aux morts« Monument aux morts de Beslon », sur Wikimanche |
| Monument aux morts                                                                                         | À déterminer                                                 | Bion                         | À déterminer                                                                                                   | | À déterminer | à géolocaliser                     | Monument aux morts |
| Monument aux morts                                                                                         | À déterminer                                                 | Biville                      | Dans le cimetière, à côté de l'église Saint-Pierre                                                             | | À déterminer | à géolocaliser                     | Monument aux morts« Monument aux morts de Biville », sur Wikimanche |
| La Résistance (monument aux morts)                                                                         | Copie d'après Charles-Henri Pourquet                         | Blosville                    | Au bord de la RD 974, dans le cimetière, à côté de l'église Saint-Christophe                                   | | À déterminer | 49° 22′ 22″ nord, 1° 17′ 22″ ouest | Monument aux morts de Blosville |
| Monument aux morts                                                                                         | À déterminer                                                 | Boucey                       | À côté de l'église Saint-Pierre                                                                                | | À déterminer | à géolocaliser                     | Monument aux morts |
| Monument aux morts                                                                                         | À déterminer                                                 | Brécey                       | À côté de l'église Saint-Martin                                                                                | | À déterminer | à géolocaliser                     | Monument aux morts« Monument aux morts de Brécey », sur Wikimanche |
| Monument aux morts de 1870-1871                                                                            | À déterminer                                                 | Bricquebec-en-Cotentin       | Dans le cimetière, à côté de l'église                                                                          | | À déterminer | à géolocaliser                     | Image manquante |
| Monument aux morts,                                                                                        | Charles Desvergnes                                           | Bricquebec-en-Cotentin       | rue du 11 novembre                                                                                             | | 1925         | 49° 28′ 15″ nord, 1° 37′ 49″ ouest | Monument aux morts de Bricquebec |
| Monument aux équipages de deux B-17                                                                        | À déterminer                                                 | Bricquebec-en-Cotentin       | Au lieu-dit « Le foyer », à l'intersection de la RD 519 et de la RD 902                                        | | À déterminer | 49° 28′ 55″ nord, 1° 35′ 46″ ouest | Monument aux équipages de deux B-17 |
| Monument aux morts                                                                                         | À déterminer                                                 | Brix                         | Dans le cimetière, à côté de l'église Notre-Dame                                                               | | À déterminer | 49° 32′ 43″ nord, 1° 34′ 46″ ouest | Image manquante |
| Monument au lieutenant Cary Lewis Gray et à l'équipage du B-17                                             | À déterminer                                                 | Brix                         | Intersection de la route des forges (RD 50) et de la RD 119                                                    | | À déterminer | 49° 33′ 03″ nord, 1° 34′ 55″ ouest | Monument au lieutenant Cary Lewis Gray et à l'équipage du B-17 |
| Monument aux morts                                                                                         | Charles Tardy                                                | Carentan                     | Sur la place de la République                                                                                  | | 1923         | 49° 18′ 16″ nord, 1° 14′ 37″ ouest | Monument aux morts de Carentan |
| Monument aux morts                                                                                         | À déterminer                                                 | Carolles                     | À côté de l'église Saint-Vigor                                                                                 | | À déterminer | à géolocaliser                     | Monument aux morts |
| Le Poilu mourant en défendant le Drapeau (monument aux morts)                                              | À déterminer                                                 | Céaux                        | Dans le cimetière, à côté de l'église Saint-Cyr-Sainte-Juliette                                                | | À déterminer | à géolocaliser                     | Le Poilu mourant en défendant le Drapeau (monument aux morts)« Monument aux morts de Céaux », sur Wikimanche |
| Monument aux morts                                                                                         | À déterminer                                                 | Cérences                     | À déterminer                                                                                                   | | À déterminer | à géolocaliser                     | Monument aux morts |
| Monument aux morts                                                                                         | À déterminer                                                 | Cerisy-la-Forêt              | Sur la place du marché                                                                                         | | À déterminer | à géolocaliser                     | Image manquante |
| Monument aux morts dans les colonies,                                                                      | À déterminer                                                 | Cherbourg-en-Cotentin        | Intersection de la rue de l'onglet et de la rue de l'abbaye                                                    | Également appelé Monument du chantier. | 1895         | 49° 38′ 37″ nord, 1° 37′ 44″ ouest | Monument aux morts dans les colonies de Cherbourg |
| Monument aux morts,                                                                                        | Alexandre Descatoire                                         | Cherbourg-en-Cotentin        | Dans le jardin public                                                                                          | | 1924         | à géolocaliser                     | Monument aux morts« Monument aux morts de 14-18 à Cherbourg », sur e-monumen,« Monument aux morts de Cherbourg », sur Wikimanche,(en) « Monument aux morts de 14-18 à Cherbourg », sur René et Peter van der Krogt |
| Monument des pêcheurs disparus en mer                                                                      | À déterminer                                                 | Cherbourg-en-Cotentin        | À l'extrémité de la grande jetée                                                                               | | 1960         | à géolocaliser                     | Image manquante |
| Monument aux morts                                                                                         | À déterminer                                                 | Chérencé-le-Roussel          | À côté de l'église Notre-Dame-de-l'Assomption                                                                  | | À déterminer | à géolocaliser                     | Monument aux morts« Monument aux morts de Chérencé-le-Roussel », sur Wikimanche |
| Monument aux morts                                                                                         | À déterminer                                                 | Chèvreville                  | Dans le cimetière, à côté de l'église Notre-Dame                                                               | | À déterminer | à géolocaliser                     | Monument aux morts« Monument aux morts de Chèvreville », sur Wikimanche |
| Monument aux morts                                                                                         | À déterminer                                                 | Clitourps                    | Dans le cimetière, à côté de l'église Notre-Dame                                                               | | À déterminer | à géolocaliser                     | Image manquante |
| Monument aux morts                                                                                         | À déterminer                                                 | Cormeray                     | En face de l'église Notre-Dame                                                                                 | | À déterminer | à géolocaliser                     | Monument aux morts« Monument aux morts de Cormeray », sur Wikimanche |
| Monument aux morts                                                                                         | À déterminer                                                 | Coulouvray-Boisbenâtre       | À côté de l'église Notre-Dame                                                                                  | | À déterminer | 48° 47′ 13″ nord, 1° 06′ 35″ ouest | Monument aux morts de Coulouvray-Boisbenâtre |
| Monument aux morts                                                                                         | À déterminer                                                 | Courtils                     | Dans l'église Saint-Pierre                                                                                     | | À déterminer | à géolocaliser                     | Monument aux morts |
| Monument aux morts                                                                                         | À déterminer                                                 | Courtils                     | Dans le cimetière, à côté l'église Saint-Pierre                                                                | | À déterminer | à géolocaliser                     | Monument aux morts« Monument aux morts de Courtils », sur Wikimanche |
| Piédestal du monument aux morts de 1870-1871,                                                              | Ernest Hulin                                                 | Coutances                    | Dans le jardin des plantes                                                                                     | Érigé en 1907 sur le parvis de la cathédrale. La statue d'Anne Hilarion de Costentin de Tourville qui était dessus est fondue en 1943, dans le cadre de la mobilisation des métaux non ferreux.                         | À déterminer | à géolocaliser                     | Piédestal du monument aux morts de 1870-1871« Monument aux morts de 1870 à Coutances », sur Wikimanche,(en) « Socle du monument aux morts de 1870 à Coutances », sur René et Peter van der Krogt                   |
| Monument aux morts de 1914-1918,                                                                           | Émile Just Bachelet                                          | Coutances                    | Rond-point du boulevard Encoignard, de la rue de la croûte et de l'avenue Albert Ier                           | | 1925         | 49° 02′ 37″ nord, 1° 26′ 38″ ouest | Image manquante |
| Monument aux morts                                                                                         | À déterminer                                                 | Créances                     | Intersection de la rue de la Conte et de la RD 394.                                                            | | À déterminer | à géolocaliser                     | Monument aux morts« Monument aux morts de Créances », sur Wikimanche |
| Monument aux morts                                                                                         | À déterminer                                                 | Crollon                      | À déterminer                                                                                                   | | À déterminer | à géolocaliser                     | Monument aux morts |
| La Victoire pleurant ses morts (monument aux morts)                                                        | Gabriel Leforestier                                          | Ducey                        | Dans le jardin public, au bord de la place du Plat-d'étain                                                     | Érigé sur la place de l'église en 1921. Endommagé par un accident de la circulation en 1960. | 1986         | à géolocaliser                     | Image manquante |
| Monument aux morts,                                                                                        | Émilie Rolez                                                 | Équeurdreville-Hainneville   | Dans le parc entre l'avenue du 8 mai et l'avenue du 11 novembre                                                | | 1932         | 49° 39′ 00″ nord, 1° 39′ 19″ ouest | Monument aux morts d'Équeurdreville-Hainneville |
| Monument aux morts                                                                                         | À déterminer                                                 | Équilly                      | Au lieu-dit « Le Presbytère »                                                                                  | | À déterminer | à géolocaliser                     | Monument aux morts« Monument aux morts d'Équilly », sur Wikimanche |
| Poilu au repos (monument aux morts)                                                                        | Copie d'après Étienne Camus                                  | Étienville                   | Route de l'église, à côté de l'église Saint-Georges                                                            | | À déterminer | 49° 22′ 34″ nord, 1° 26′ 04″ ouest | Monument aux morts d'Étienville |
| Monument aux morts de 1914-1918                                                                            | À déterminer                                                 | Fermanville                  | Dans l'église Saint-Martin                                                                                     | | 1922         | à géolocaliser                     | Monument aux morts de 1914-1918 |
| Monument aux morts de 1914-1918                                                                            | À déterminer                                                 | Fermanville                  | Dans l'église Saint-Martin                                                                                     | | 1922         | à géolocaliser                     | Monument aux morts de 1914-1918 |
| Monument aux morts                                                                                         | À déterminer                                                 | Fleury                       | Dans le cimetière, à côté de l'église Notre-Dame                                                               | | À déterminer | à géolocaliser                     | Monument aux morts« Monument aux morts de Fleury », sur Wikimanche |
| Monument aux morts                                                                                         | À déterminer                                                 | Fresville                    | À déterminer                                                                                                   | | À déterminer | à géolocaliser                     | Monument aux morts |
| Monument aux morts                                                                                         | Charles Tardy                                                | Gavray                       | Sur la place des Tilleuls                                                                                      | | 1922         | 48° 54′ 32″ nord, 1° 20′ 58″ ouest | Image manquante |
| Monument aux morts                                                                                         | À déterminer                                                 | Ger                          | À déterminer                                                                                                   | | À déterminer | à géolocaliser                     | Monument aux morts |
| Monument aux morts                                                                                         | À déterminer                                                 | Gouvets                      | À côté de l'église Sainte-Marthe                                                                               | | À déterminer | à géolocaliser                     | Monument aux morts« Monument aux morts de Gouvets », sur Wikimanche |
| Monument aux morts de 1939-1945                                                                            | À déterminer                                                 | Graignes                     | Sur un mur de l'ancienne église Saint-Michel                                                                   | | À déterminer | à géolocaliser                     | Monument aux morts de 1939-1945 |
| Monument aux morts de 1870-1871,                                                                           | Félix Delteil                                                | Granville                    | Parvis Saint-Paul                                                                                              | Également appelé Monument aux soldats et marins morts pour la patrie. | 1904         | 48° 50′ 12″ nord, 1° 35′ 42″ ouest | Monument aux morts de 1870-1871 de Granville |
| Monument aux morts de 1914-1918                                                                            | Georges Armand Vérez                                         | Granville                    | À déterminer                                                                                                   | | À déterminer | à géolocaliser                     | Monument aux morts de 1914-1918 |
| Monument aux morts                                                                                         | À déterminer                                                 | Gréville-Hague               | À déterminer                                                                                                   | | À déterminer | à géolocaliser                     | Monument aux morts |
| Poilu écrasant l'aigle allemand (d), statue de saint Michel et statue de Jeanne d'Arc (monument aux morts) | Copie d'après Charles-Henri Pourquet                         | Guilberville                 | Intersection de la rue des Écoles (RD 159) et de la RD 96 (rue du Saussey et rue André Marguerite)             | Représente Michel et Jeanne d'Arc. | À déterminer | 48° 59′ 19″ nord, 0° 56′ 56″ ouest | Monument aux morts de Guilberville |
| Poilu à l'écu (d) (monument aux morts)                                                                     | Copie d'après Union internationale artistique de Vaucouleurs | Heussé                       | Au bord de la RD 18, à côté de l'église Saint-Pierre                                                           | | À déterminer | 48° 30′ 25″ nord, 0° 54′ 04″ ouest | Monument aux morts d'Heussé |
| Monument aux morts                                                                                         | À déterminer                                                 | Hocquigny                    | Dans le cimetière, à côté de l'église Saint-Pierre                                                             | | À déterminer | à géolocaliser                     | Monument aux morts« Monument aux morts d'Hocquigny », sur Wikimanche |
| Monument aux morts                                                                                         | À déterminer                                                 | Huisnes-sur-Mer              | À côté de l'église Saint-Pierre                                                                                | | À déterminer | à géolocaliser                     | Monument aux morts |
| Monument aux morts                                                                                         | À déterminer                                                 | Juilley                      | Dans le cimetière, à côté de l'église Saint-Martin                                                             | | À déterminer | à géolocaliser                     | Monument aux morts |
| Monument aux morts                                                                                         | À déterminer                                                 | Juvigny-le-Tertre            | Sur la place de l'église                                                                                       | | À déterminer | 48° 40′ 35″ nord, 1° 01′ 17″ ouest | Monument aux morts |
| Monument aux morts                                                                                         | À déterminer                                                 | La Chapelle-Urée             | Dans le cimetière, à côté de l'église                                                                          | | À déterminer | à géolocaliser                     | Monument aux morts |
| Monument aux morts                                                                                         | À déterminer                                                 | La Colombe                   | À côté de l'église Notre-Dame                                                                                  | | À déterminer | à géolocaliser                     | Monument aux morts« Monument aux morts de La Colombe », sur Wikimanche |
| Poilu montant la garde avec baïonnette (monument aux morts)                                                | Copie d'après Jules Pollacchi                                | La Feuillie                  | À côté de l'église Saint-Nicolas                                                                               | | 1927         | à géolocaliser                     | Poilu montant la garde avec baïonnette (monument aux morts) |
| Le Poilu victorieux (monument aux morts),                                                                  | Copie d'après Eugène Bénet                                   | La Haye-Pesnel               | Sur la place de l'hôtel de ville                                                                               | | 1921         | 48° 47′ 47″ nord, 1° 23′ 51″ ouest | Image manquante |
| Monument aux morts                                                                                         | À déterminer                                                 | La Lande-d'Airou             | À déterminer                                                                                                   | | À déterminer | à géolocaliser                     | Monument aux morts |
| Monument aux morts                                                                                         | À déterminer                                                 | La Ronde-Haye                | Intersection de la RD 53 et de la RD 101                                                                       | | À déterminer | à géolocaliser                     | Monument aux morts« Monument aux morts de La Ronde-Haye », sur Wikimanche |
| Monument aux morts                                                                                         | À déterminer                                                 | La Trinité                   | Dans le cimetière                                                                                              | | À déterminer | à géolocaliser                     | Monument aux morts |
| Monument aux morts                                                                                         | À déterminer                                                 | Le Chefresne                 | Dans le cimetière, à côté de l'église Saint-Pierre                                                             | | À déterminer | à géolocaliser                     | Monument aux morts |
| Monument aux morts                                                                                         | À déterminer                                                 | Le Hutrel                    | À déterminer                                                                                                   | | À déterminer | à géolocaliser                     | Monument aux morts |
| Monument aux morts                                                                                         | À déterminer                                                 | Le Mesnil-Eury               | À côté de l'église Saint-Pierre                                                                                | | À déterminer | à géolocaliser                     | Monument aux morts |
| Monument aux morts                                                                                         | À déterminer                                                 | Le Mesnil-Rogues             | Dans le cimetière                                                                                              | | À déterminer | à géolocaliser                     | Monument aux morts |
| Monument aux morts                                                                                         | À déterminer                                                 | Le Mesnillard                | Dans le cimetière                                                                                              | | À déterminer | à géolocaliser                     | Monument aux morts |
| Monument aux morts                                                                                         | À déterminer                                                 | Le Teilleul                  | Sur le parvis de l'église Saint-Patrice                                                                        | | À déterminer | à géolocaliser                     | Monument aux morts« Monument aux morts du Teilleul », sur Wikimanche |
| Monument aux morts                                                                                         | À déterminer                                                 | Les Biards                   | À déterminer                                                                                                   | | À déterminer | à géolocaliser                     | Monument aux morts« Monument aux morts des Biards », sur Wikimanche |
| Monument aux morts                                                                                         | À déterminer                                                 | Les Loges-sur-Brécey         | Dans le cimetière                                                                                              | | À déterminer | à géolocaliser                     | Monument aux morts |
| Monument aux morts                                                                                         | À déterminer                                                 | Les Pas                      | À côté de l'église Saint-Martin                                                                                | | À déterminer | à géolocaliser                     | Monument aux morts |
| Poilu au repos (monument aux morts)                                                                        | Copie d'après Étienne Camus                                  | Marcey-les-Grèves            | Sur le parking au bord de la rue des écoles (RD 31), à côté du cimetière et de l'église Saint-Pair             | | 1921         | 48° 41′ 51″ nord, 1° 23′ 29″ ouest | Monument aux morts de Marcey-les-Grèves |
| Monument aux morts                                                                                         | À déterminer                                                 | Martigny                     | Dans le cimetière                                                                                              | | À déterminer | à géolocaliser                     | Monument aux morts |
| Monument aux morts                                                                                         | À déterminer                                                 | Maupertuis                   | À déterminer                                                                                                   | | À déterminer | à géolocaliser                     | Monument aux morts |
| Monument aux morts                                                                                         | À déterminer                                                 | Millières                    | À déterminer                                                                                                   | | À déterminer | à géolocaliser                     | Monument aux morts |
| Monument aux morts                                                                                         | À déterminer                                                 | Montabot                     | Dans le cimetière                                                                                              | | À déterminer | à géolocaliser                     | Monument aux morts |
| Monument aux morts                                                                                         | À déterminer                                                 | Montanel                     | Près du parking de la mairie                                                                                   | | À déterminer | à géolocaliser                     | Monument aux morts« Monument aux morts de Montanel », sur Wikimanche |
| Monument aux morts                                                                                         | À déterminer                                                 | Montigny                     | À côté de l'église Notre-Dame                                                                                  | | À déterminer | à géolocaliser                     | Monument aux morts |
| Monument aux morts                                                                                         | À déterminer                                                 | Mortain                      | À déterminer                                                                                                   | | À déterminer | à géolocaliser                     | Monument aux morts |
| Monument aux morts                                                                                         | À déterminer                                                 | Moyon                        | À côté de l'église Saint-Germain                                                                               | | À déterminer | à géolocaliser                     | Monument aux morts |
| Monument aux morts                                                                                         | À déterminer                                                 | Naftel                       | Dans le cimetière                                                                                              | | À déterminer | à géolocaliser                     | Monument aux morts |
| Poilu à l'écu (d) (monument aux morts)                                                                     | Copie d'après Union internationale artistique de Vaucouleurs | Notre-Dame-du-Touchet        | À déterminer                                                                                                   | | À déterminer | à géolocaliser                     | Poilu à l'écu (d) (monument aux morts) |
| Monument aux morts                                                                                         | À déterminer                                                 | Périers                      | À déterminer                                                                                                   | | À déterminer | à géolocaliser                     | Monument aux morts |
| Monument à la 82e division aéroportée                                                                      | À déterminer                                                 | Picauville                   | À déterminer                                                                                                   | Commémore les soldats de la 82e division aéroportée. | À déterminer | à géolocaliser                     | Monument à la 82e division aéroportée |
| Monument aux morts                                                                                         | À déterminer                                                 | Poilley                      | À déterminer                                                                                                   | | À déterminer | à géolocaliser                     | Monument aux morts |
| La France Victorieuse (d) et Poilu mourant (monument aux morts)                                            | Copie d'après Jules Déchin                                   | Pont-Farcy                   | À côté de l'église Saint-Jean-Baptiste                                                                         | | 1919         | 48° 56′ 12″ nord, 1° 02′ 10″ ouest | Monument aux morts de Pont-Farcy |
| Poilu à l'écu (d) (monument aux morts),                                                                    | Copie d'après Union internationale artistique de Vaucouleurs | Pontorson                    | Dans le jardin du cours de la Victoire                                                                         | | 1922         | à géolocaliser                     | Image manquante |
| Monument aux morts                                                                                         | À déterminer                                                 | Ponts                        | Dans le cimetière                                                                                              | | À déterminer | à géolocaliser                     | Monument aux morts |
| Monument aux morts,                                                                                        | Félix Delteil                                                | Portbail                     | Rue Denis Dumont                                                                                               | | 1921         | à géolocaliser                     | Image manquante |
| Monument aux morts                                                                                         | À déterminer                                                 | Précey                       | À déterminer                                                                                                   | | À déterminer | à géolocaliser                     | Monument aux morts |
| Monument aux morts                                                                                         | À déterminer                                                 | Remilly-sur-Lozon            | À côté de l'église Saint-Martin                                                                                | | À déterminer | à géolocaliser                     | Monument aux morts |
| Monument aux morts                                                                                         | À déterminer                                                 | Reffuveille                  | À côté de l'église Saint-Léonard                                                                               | | À déterminer | à géolocaliser                     | Monument aux morts |
| Monument aux morts                                                                                         | À déterminer                                                 | Réville                      | À l'entrée du cimetière                                                                                        | | À déterminer | à géolocaliser                     | Monument aux morts |
| Monument aux morts                                                                                         | À déterminer                                                 | Romagny                      | Dans le cimetière                                                                                              | | À déterminer | à géolocaliser                     | Monument aux morts |
| Monument aux morts                                                                                         | À déterminer                                                 | Sacey                        | À déterminer                                                                                                   | | À déterminer | à géolocaliser                     | Monument aux morts |
| Monument aux morts                                                                                         | À déterminer                                                 | Saint-André-de-l'Épine       | À déterminer                                                                                                   | | À déterminer | à géolocaliser                     | Monument aux morts |
| Monument aux morts                                                                                         | À déterminer                                                 | Saint-Aubin-des-Préaux       | À déterminer                                                                                                   | | À déterminer | à géolocaliser                     | Monument aux morts |
| Monument aux morts de 1870-1871                                                                            | À déterminer                                                 | Saint-Côme-du-Mont           | Dans le cimetière, à côté de l'église Saint-Côme-Saint-Damien                                                  | | À déterminer | à géolocaliser                     | Image manquante |
| Monument aux morts                                                                                         | À déterminer                                                 | Saint-Côme-du-Mont           | Dans le cimetière, à côté de l'église Saint-Côme-Saint-Damien                                                  | | À déterminer | à géolocaliser                     | Monument aux morts |
| Monument aux morts de 1914-1918                                                                            | À déterminer                                                 | Saint-Ébremond-de-Bonfossé   | Dans l'église Saint-Ébremond                                                                                   | | À déterminer | à géolocaliser                     | Monument aux morts de 1914-1918 |
| Monument aux morts                                                                                         | À déterminer                                                 | Saint-Ébremond-de-Bonfossé   | À déterminer                                                                                                   | | À déterminer | à géolocaliser                     | Monument aux morts |
| Monument aux morts                                                                                         | À déterminer                                                 | Saint-Georges-de-Rouelley    | À déterminer                                                                                                   | | À déterminer | à géolocaliser                     | Monument aux morts |
| Monument aux morts                                                                                         | À déterminer                                                 | Saint-Georges-Montcocq       | Dans le cimetière                                                                                              | | À déterminer | à géolocaliser                     | Monument aux morts« Monument aux morts de Saint-Georges-Montcocq », sur Wikimanche |
| Monument aux morts                                                                                         | À déterminer                                                 | Saint-Germain-sur-Ay         | Dans le cimetière, à côté de l'église Saint-Germain                                                            | | À déterminer | à géolocaliser                     | Monument aux morts« Monument aux morts de Saint-Germain-sur-Ay », sur Wikimanche |
| Monument aux morts                                                                                         | Eugène Legueult                                              | Saint-Hilaire-du-Harcouët    | À déterminer                                                                                                   | | À déterminer | à géolocaliser                     | Monument aux morts |
| Monument aux morts de 1914-1918                                                                            | Élie Ottavy                                                  | Saint-James                  | À déterminer                                                                                                   | | À déterminer | à géolocaliser                     | Image manquante |
| Grenadier (monument aux morts)                                                                             | Henri Antoine Poublan                                        | Saint-Jean-de-Daye           | Sur la place de l'église                                                                                       | | 1925         | à géolocaliser                     | Grenadier (monument aux morts)« Monument aux morts de Saint-Jean-de-Daye », sur Wikimanche |
| Monument aux morts                                                                                         | À déterminer                                                 | Saint-Jean-des-Baisants      | À déterminer                                                                                                   | | À déterminer | à géolocaliser                     | Monument aux morts |
| Poilu au repos (monument aux morts)                                                                        | Copie d'après Étienne Camus                                  | Saint-Laurent-de-Cuves       | À l'intersection de la rue principale (RD 39) et de la rue des écoles, à côté de l'église Saint-Laurent        | | À déterminer | 48° 45′ 06″ nord, 1° 07′ 23″ ouest | Monument aux morts de Saint-Laurent-de-Cuves |
| Poilu au repos (monument aux morts)                                                                        | Copie d'après Étienne Camus                                  | Saint-Laurent-de-Terregatte  | Sur la place du Calvaire                                                                                       | | À déterminer | 48° 34′ 18″ nord, 1° 15′ 31″ ouest | Monument aux morts de Saint-Laurent-de-Terregatte |
| La Pleureuse (monument aux morts),                                                                         | Paul Cabet                                                   | Saint-Lô                     | Dans le cimetière, dans le carré militaire                                                                     | Érigée aux abords du carré F du cimetière en 1872. Endommagée par les bombardements de 1944. | Années 90    | 49° 07′ 02″ nord, 1° 04′ 50″ ouest | La Pleureuse |
| Poilu victorieux (monument aux morts de 1914-1918),                                                        | Henri-Désiré Grisard                                         | Saint-Lô                     | Sur la place du 11 novembre, à l'intersection de la rue du belle et de la rue Carnot                           | Également appelé Monument de la Victoire. L'allégorie féminine assise devant, endommagée par les bombardements de 1944 est conservée dans le musée des Beaux-Arts.                                                      | 1921         | 49° 06′ 56″ nord, 1° 05′ 37″ ouest | Monument aux morts de 1914-1918 à Saint-Lô |
| Monument aux victimes civiles du 6 juin 1944                                                               | À déterminer                                                 | Saint-Lô                     | Rond-point du 6 juin, à l'intersection de la rue Torteron et de la voie de la liberté (RD 999), sur la falaise | | 1969         | 49° 06′ 53″ nord, 1° 05′ 53″ ouest | Monument aux victimes des bombardements de Saint-Lô |
| Monument aux morts en AFN                                                                                  | À déterminer                                                 | Saint-Lô                     | À déterminer                                                                                                   | | À déterminer | à géolocaliser                     | Monument aux morts en AFN |
| Poilu au repos (monument aux morts)                                                                        | Copie d'après Étienne Camus                                  | Saint-Martin-de-Bonfossé     | Dans le cimetière                                                                                              | | À déterminer | 49° 03′ 11″ nord, 1° 10′ 11″ ouest | Monument aux morts de Saint-Martin-de-Bonfossé |
| Poilu au repos (monument aux morts)                                                                        | Copie d'après Étienne Camus                                  | Saint-Martin-de-Landelles    | Rue de l'Église (RD 85), à côté de l'église Saint-Martin                                                       | | À déterminer | 48° 32′ 46″ nord, 1° 10′ 20″ ouest | Image manquante |
| Monument aux morts                                                                                         | À déterminer                                                 | Saint-Martin-le-Bouillant    | Dans le cimetière                                                                                              | | À déterminer | à géolocaliser                     | Monument aux morts |
| Monument aux morts                                                                                         | À déterminer                                                 | Saint-Maur-des-Bois          | Dans le cimetière                                                                                              | | À déterminer | à géolocaliser                     | Monument aux morts |
| Monument aux morts                                                                                         | À déterminer                                                 | Saint-Nicolas-près-Granville | Dans le cimetière                                                                                              | | À déterminer | à géolocaliser                     | Monument aux morts« Monument aux morts de Saint-Nicolas-près-Granville », sur Wikimanche |
| Monument aux morts de 1914-1918                                                                            | À déterminer                                                 | Saint-Pair-sur-Mer           | À côté de l'église                                                                                             | | À déterminer | à géolocaliser                     | Image manquante |
| Monument aux morts                                                                                         | À déterminer                                                 | Saint-Pierre-de-Semilly      | Dans le cimetière                                                                                              | | À déterminer | à géolocaliser                     | Monument aux morts |
| Monument aux morts                                                                                         | À déterminer                                                 | Saint-Pierre-Église          | En face du portail de l'église Saint-Pierre                                                                    | | À déterminer | 49° 40′ 08″ nord, 1° 24′ 22″ ouest | Monument aux morts de Saint-Pierre-Église |
| Poilu au repos (monument aux morts)                                                                        | Copie d'après Étienne Camus                                  | Saint-Sébastien-de-Raids     | Dans le cimetière                                                                                              | | À déterminer | à géolocaliser                     | Poilu au repos (monument aux morts) |
| La Victoire en chantant (monument aux morts)                                                               | Copie d'après Charles Édouard Richefeu                       | Saint-Symphorien-des-Monts   | Près de l'église Saint-Symphorien                                                                              | | À déterminer | à géolocaliser                     | La Victoire en chantant (monument aux morts) |
| Monument aux morts                                                                                         | À déterminer                                                 | Saint-Vaast-la-Hougue        | Sur la place du général Leclerc                                                                                | | À déterminer | à géolocaliser                     | Monument aux morts« Monument aux morts de Saint-Vaast-la-Hougue », sur Wikimanche |
| Stèle aux victimes civiles du bombardement du 24 juillet 1944                                              | À déterminer                                                 | Sainte-Cécile                | Sur la place Georges Esnouf, à côté de la mairie                                                               | | À déterminer | 48° 50′ 07″ nord, 1° 11′ 26″ ouest | Image manquante |
| Monument aux morts                                                                                         | À déterminer                                                 | Sainte-Croix-de-Saint-Lô     | À déterminer                                                                                                   | | À déterminer | à géolocaliser                     | Monument aux morts |
| Poilu écrasant l'aigle allemand (d) (monument aux morts)                                                   | Copie d'après Charles-Henri Pourquet                         | Sainte-Marie-du-Mont         | Sur la place de l'église                                                                                       | Jeté à terre le 20 juin 1940 par les autorités allemandes, la tête de l'aigle terrassé est cassée. Replacé sur son piédestal le 14 juillet 1945.                                                                        | 1920         | à géolocaliser                     | Image manquante |
| Monument à la 90e division d'infanterie américaine                                                         | À déterminer                                                 | Sainte-Marie-du-Mont         | À côté du musée du débarquement Utah Beach                                                                     | Commémore les soldats de la 90e division d'infanterie des États-Unis. | 1969         | 49° 24′ 59″ nord, 1° 10′ 34″ ouest | Monument à la 90e division d'infanterie américaine |
| Monument à la 1re brigade spéciale du génie américain                                                      | À déterminer                                                 | Sainte-Marie-du-Mont         | À côté du musée du débarquement Utah Beach                                                                     | | 1944         | 49° 24′ 59″ nord, 1° 10′ 32″ ouest | Monument à la 1ère brigade spéciale du génie américain |
| Monument à la 4e division d'infanterie américaine                                                          | À déterminer                                                 | Sainte-Marie-du-Mont         | Devant le musée du débarquement Utah Beach                                                                     | | 1964         | 49° 24′ 55″ nord, 1° 10′ 30″ ouest | Monument à la 4e division d'infanterie américaine |
| Monument aux parachutistes américains                                                                      | Copie d'après Leah Lottie Hiebert                            | Sainte-Mère-Église           | Au lieu-dit « La Fière », au bord de la RD 15, près du pont sur le Merderet                                    | Surnommé « Iron Mike (en) ». L'original est situé à Fort Bragg en Caroline du Nord. | 1997         | 49° 24′ 05″ nord, 1° 21′ 46″ ouest | Monument aux parachutistes américains |
| Poilu enveloppé dans les plis du drapeau (monument aux morts)                                              | Copie d'après Charles-Henri Pourquet                         | Sartilly                     | À déterminer                                                                                                   | | 1922         | à géolocaliser                     | Image manquante |
| Monument des caporaux de Souain                                                                            | À déterminer                                                 | Sartilly                     | Dans le cimetière                                                                                              | Commémore les caporaux de Souain. | 1925         | à géolocaliser                     | Monument des caporaux de Souain« Monument Monument des caporaux de Souain à Sartilly », sur Wikimanche |
| Monument aux morts                                                                                         | À déterminer                                                 | Sénoville                    | Dans le cimetière, à côté de l'église Saint-Lô                                                                 | | À déterminer | à géolocaliser                     | Monument aux morts« Monument aux morts de Sénoville », sur Wikimanche |
| Monument aux morts                                                                                         | À déterminer                                                 | Servon                       | Dans le cimetière                                                                                              | | À déterminer | à géolocaliser                     | Monument aux morts |
| Monument aux morts                                                                                         | À déterminer                                                 | Tanis                        | À côté de l'église Saint-Vigor                                                                                 | | À déterminer | à géolocaliser                     | Monument aux morts |
| Monument aux morts de 1914-1918                                                                            | René Levavasseur                                             | Teurthéville-Hague           | À déterminer                                                                                                   | | 1922         | à géolocaliser                     | Image manquante |
| Monument aux morts                                                                                         | À déterminer                                                 | Tirepied                     | À côté de l'église Notre-Dame                                                                                  | | À déterminer | à géolocaliser                     | Monument aux morts |
| Poilu enveloppé dans les plis du drapeau (monument aux morts)                                              | Copie d'après Charles-Henri Pourquet                         | Torigni-sur-Vire             | À déterminer                                                                                                   | | À déterminer | à géolocaliser                     | Image manquante |
| Monument aux morts de 1914-1918                                                                            | Félix Delteil                                                | Tourlaville                  | Rue de Verdun                                                                                                  | | 1921         | 49° 38′ 14″ nord, 1° 33′ 48″ ouest | Monument aux morts de Tourlaville |
| La Victoire en chantant (monument aux morts)                                                               | Copie d'après Charles Édouard Richefeu                       | Tribehou                     | Dans le cimetière, au bord de la RD 29                                                                         | | 1926         | 49° 12′ 53″ nord, 1° 14′ 34″ ouest | Monument aux morts de Tribehou |
| Monument aux morts de 1914-1918,                                                                           | Ernest-Henri Dubois                                          | Valognes                     | Sur la place Jacques-Lemarinel                                                                                 | Érigé en 1927. Endommagé par les bombardements de 1944 : le sommet est détruit et la main droite du poilu est amputée. Retiré en 1960 et installé dans le jardin public. La main droite du poilu est restaurée en 2015. | À déterminer | 49° 30′ 23″ nord, 1° 28′ 18″ ouest | Monument aux morts de 1914-1918 à Valognes |
| Monument aux morts de 1914-1918                                                                            | À déterminer                                                 | Vaudreville                  | Dans l'église Saint-Basile                                                                                     | | À déterminer | à géolocaliser                     | Monument aux morts de 1914-1918 |
| Monument aux morts                                                                                         | À déterminer                                                 | Vessey                       | À déterminer                                                                                                   | | À déterminer | à géolocaliser                     | Monument aux morts |
| Pietà et Poilu écrasant l'aigle allemand (d) (monument aux morts)                                          | Copie d'après Charles-Henri Pourquet                         | Villebaudon                  | À déterminer                                                                                                   | Représente une Pietà. | À déterminer | à géolocaliser                     | Pietà et Poilu écrasant l'aigle allemand (d) (monument aux morts) |
| Monument aux morts                                                                                         | Charles Desvergnes                                           | Villedieu-les-Poêles         | Sur la place du Champ de Mars                                                                                  | Érigé place de la République en 1923. | 2012         | 48° 50′ 17″ nord, 1° 13′ 14″ ouest | Monument aux morts de 1914-1918 à Villedieu-les-Poêles |
| Monument aux morts                                                                                         | À déterminer                                                 | Villiers-le-Pré              | Dans l'église Saint-Pierre                                                                                     | | À déterminer | à géolocaliser                     | Monument aux morts |
| Jeanne d'Arc au sacre (monument aux morts)                                                                 | Copie d'après Paul Aubert                                    | Virandeville                 | Au bord de la RD 650, près du cimetière                                                                        | Représente Jeanne d'Arc. | À déterminer | 49° 34′ 09″ nord, 1° 43′ 33″ ouest | Statue de Jeanne d'Arc et monument aux morts à Virandeville |

## Monuments disparus ou retirés
| Œuvre                                           | Auteur             | Commune | Localisation       | Notes | Installation | Coordonnées    | Illustration    |
| ----------------------------------------------- | ------------------ | ------- | ------------------ | --- | ------------ | -------------- | --------------- |
| L'héroïque poilu de France (monument aux morts) | Charles Desvergnes | Agneaux | Devant le calvaire | Détruit en juin 1940 par les autorités allemandes. Un monument de remplacement est installé en 1968 près de l'église Saint-Jean-Baptiste. Une image de la statue gravée sur une plaque en plexiglas est ajoutée en 2018. | 1922         | à géolocaliser | Image manquante |